# 長距離打撃爆撃機
長距離打撃爆撃機
- 用途：爆撃機
- 分類：戦略爆撃機
- 設計者：ノースロップ・グラマン ボーイング / ロッキード・マーティン
- 製造者：ノースロップ・グラマン ボーイング / ロッキード・マーティン
- 運用者： アメリカ合衆国（アメリカ空軍）
- 運用状況：開発中

長距離打撃爆撃機（英：Long Range Strike Bomber、略称LRS-B、あるいはNext-Generation Bomber）は、B-2とB-1を置き換える目的の、アメリカ合衆国の長距離戦略爆撃機計画である。B-21としてB-2の経験を持つノースロップ・グラマンが主契約社になり、ボーイング とロッキード・マーティンの共同体によって生産される見込みである。
1機あたりの価格は5億5,000万ドル以内に収める予定である。契約額は想定で研究開発の1/4に達する1,000億ドル(2015年時点)になる予定である。

## 就役
2025年の就役が予定される。2015年の時点では100機が生産される予定である。